# Micragone nenioides
Micragone nenioides är en fjärilsart som beskrevs av Pierre Claude Rougeot 1979. Micragone nenioides ingår i släktet Micragone och familjen påfågelsspinnare. Inga underarter finns listade i Catalogue of Life.